# John Paul Lederach
John Paul Lederach (* 17. April 1955) ist ein US-amerikanischer mennonitischer Soziologe, Friedensforscher und Professor für International Peacebuilding an der katholischen University of Notre Dame in South Bend, Indiana. Er ist Direktor des Joan B. Kroc Institute for International Peacestudies. Er ist Mitgründer der Eastern Mennonite University in Harrisonburg in Virginia, wo er das Center for Justice and Peacebuilding aufgebaut hat.

## Leben und Wirken
Lederach wurde in Indiana geboren und wuchs als Sohn eines Mennonitenpastors in Oregon und Kansas auf. Er studierte Geschichte und Friedensstudien am Bethel College, wo er 1980 den Bachelor machte. 1988 erhielt er den Doktor in Soziologie der University of Colorado mit einer Arbeit über die soziale Konfliktbewältigung (englisch: Social Conflict Program). Von 1975 bis 1996 hielt er verschiedene Stellen im Mennonite Central Committee inne, darunter die des Direktors des Mennonite Conciliation Service (US) und des International Conciliation Service.
Von 1990 bis 2001 war er Professor für Konfliktforschung und Soziologie an der Eastern Mennonite University in Harrisonburg in Virginia, wo er das Konflikttransformationsprogramm und das Institut für Friedensbildung gründete. Seit 2001 ist Lederach Professor für International Peacebuilding am Joan B. Kroc Institut für internationale Friedensstudien an der katholischen Notre-Dame-Universität in South Bend in Indiana. Gleichzeitig ist er Teilzeitprofessor für das Konflikttransformationsprogramm an der Eastern Mennonite University.
Lederach entwickelte ein Trainingsprogramm zur Konflikttransformation. Er bietet Mediation auf der ganzen Welt an. Er war als Berater von Regierungsvertretern und von Oppositionellen in unterschiedlichen Ländern tätig, so in Kolumbien, Nepal, Nicaragua, Nordirland, auf den Philippinen und in Somalia. Er ist als Redner an Universitäten und als Mediationstrainer international im Einsatz.

## Ehrungen
Lederach hat zwei Ehrendoktortitel erhalten.

## Privates
Lederach ist mit Wendy S. Liechty verheiratet, sie haben zwei Kinder. Sie wohnen in Indiana und in Colorado.

## Publikationen
Lederach hat über 20 Bücher geschrieben oder herausgegeben, die in mehrere Sprachen übersetzt wurden. Zudem hat er zahlreiche Artikel, Monographien und wissenschaftliche Schriften verfasst. Ein Großteil seines Schreibens bezieht sich auf seine Erfahrungen als Friedensstifter und Mediationstrainer auf der ganzen Welt.

### Englische Bücher
- Preparing for Peace: Conflict Transformation Across Cultures, Syracuse University Press, 1995, ISBN 0-8156-2725-4
- Building Peace: Sustainable Reconciliation in Divided Societies, U.S. Institute of Peace, 1997, ISBN 1-878379-73-9
- The Journey Toward Reconciliation, Pennsylvania: Herald Press, 1999, ISBN 0-8361-9082-3
- From the Ground Up: Mennonite Contributions to International Peacebuilding, 2000, ISBN 0-19-513642-X
- A Handbook of International Peacebuilding: Into The Eye Of The Storm, Jossey-Bass, 2002, ISBN 0-7879-5879-4
- The Little Book of Conflict Transformation, Good Books, 2003, ISBN 1-56148-390-7
- The Moral Imagination: The Art and Soul of Building Peace, Oxford University Press, 2005, ISBN 0-19-517454-2
- Reconcile: Conflict Transformation for Ordinary Christians, Herald Press, 2014, ISBN 978-0-8361-9903-1

### Deutsche Übersetzungen
- Vom Konflikt zur Versöhnung. Kühn träumen – pragmatisch handeln, Neufeld Verlag, 2016, ISBN 978-3-86256-068-4